# Perth South
Perth South es un municipio canadiense situado en la provincia de Ontario.

## Superficie
Perth South tiene una superficie de 391,88 km².

## Demografía
En 2021, tenía 3776 habitantes, una densidad poblacional de 9,6 hab./km², y 1454 viviendas.